# Nui Soccer Club
Maillots
Le Nui Soccer Club est un club tuvaluan de football fondé en 1980 et basé à Funafuti, jouant en A-Division.

## Histoire
Le club est fondé en 1980. Le club a toujours évolué au niveau amateur, et n'a jamais remporté de titre.

## Palmarès
- NBT Cup
  - Finaliste en 2010
- Independence Cup
  - Finaliste en 2008